# 62.º Prêmio Jabuti
O 62º Prêmio Jabuti é um evento organizado pela Câmara Brasileira do Livro com o propósito de premiar os melhores livros brasileiros publicados em 2019 em diferentes categorias.
As inscrições para o Prêmio Jabuti foram realizadas pela internet, através do site da Câmara Brasileira do Livro, de 17 de março a 29 de maio de 2020 (o termo do prazo originalmente fixado em 30 de abril foi alargado devido à pandemia de COVID-19). Em 22 de outubro foram divulgados os dez finalistas da primeira fase de cada categoria. O corpo de jurados foi escolhido através de uma consulta pública realizada pela internet. Em 5 de novembro foram divulgados os cinco finalistas da segunda fase.
A cerimônia de premiação do 62º Prêmio Jabuti foi realizada em 26 de novembro de forma virtual com transmissão pelo YouTube e Facebook e apresentação de Maju Coutinho. Os primeiros colocados de cada categoria receberam troféu e R$ 5 mil (com exceção da categoria "Livro Brasileiro Publicado no Exterior", que não tem prêmio em dinheiro). O vencedor do Livro do Ano (o livro com maior pontuação considerando todas as categorias dos Eixos Literatura e Ensaios) recebeu um troféu especial e R$ 100 mil.

## História
Pelo segundo ano seguido, o Prêmio Jabuti fez ajustes em seu novo formato de categorias e eixos criado na edição de 2018. Um dos ajustes foi a divisão da categoria "Humanidades" em duas novas categorias: "Ciências Humanas" e "Ciências Sociais". Segundo os organizadores, essa alteração foi necessária porque esta tinha sido a categoria com o maior número de inscritos nos últimos anos, o que dificultava o trabalho dos jurados. Além disso, a categoria "Impressão" foi extinta pelo fato da comissão organizadora considerar que o Prêmio Fernando Pini seria muito mais relevante na indústria gráfica.
A principal e mais polêmica mudança da edição de 2020, contudo, foi a criação da categoria "Romance de Entretenimento", com o objetivo de permitir que obras da chamada "ficção de gênero" ou "ficção comercial" pudessem ter oportunidade de ganhar destaque no Jabuti, já que costumavam ser desconsideradas em detrimento da "ficção literária". Com a criação desta nova categoria, houve mudança de nome da categoria "Romance" para "Romance Literário", sendo que a principal diferença entre as duas, de acordo com o regulamento, é que o júri de "Romance Literário" deve avaliar "as qualidades do texto, privilegiando a forma, a arte literária", enquanto o júri de "Romance de Entretenimento", deve avaliar "as qualidades do enredo, privilegiando o conteúdo, a trama". Contudo, a decisão de em qual categoria cada livro será inscrito cabe à editora ou autor que fizer a inscrição. Fato comemorado por um grande número de autores editoras. O vencedor se manifestou posteriormente num artigo da Revista Veja.
Em 24 de maio, o curador do Prêmio Jabuti, Pedro Almeida, se envolveu em uma forte polêmica com o meio literário após publicar em suas redes sociais um texto, com base em informações falsas, criticando as políticas de distanciamento social voltadas ao combate à proliferação da Covid-19 e minimizando as mortes ocorridas durante a pandemia. O texto gerou uma intensa mobilização no setor literário brasileiro, com mais de 5 mil pessoas assinando uma carta exigindo a renúncia do curador. Em decorrências das críticas, Pedro Almeida publicou no dia seguinte uma retratação, dizendo ter se equivocado por usar dados incorretos. A CBL também emitiu uma declaração oficial lamentando o ocorrido e informando que nenhum colaborador fala em nome da entidade. Como as críticas continuaram intensas na comunidade literária, Pedro Almeida renunciou a seu posto em 27 de maio.
Durante a administração de Almeida, houve um aumento significativo de premiação de mais editoras de todos os tamanhos, reduzindo a concentração de prêmios nas grandes casas editoriais [carece de fontes?]. Para a edição de 2020, realizou outra inovação, ao convidar associações de escrita ligados a valorização de autores e literatura feita por negros, entre elas Liteafro, Quilombhoje, Cadernos Negros para indicar jurados negros, a fim de ampliar o olhar sobre as obras inscritas no prêmio. O resultado foi reconhecido por imprensa e autores[carece de fontes?]

## Personalidade Literária do Ano
Para a homenagem como Personalidade Literária deste ano, foi escolhida a escritora Adélia Prado, que ganhou o Prêmio Jabuti em 1978 com seu livro de poemas O Coração Disparado, além de diversos outros prêmios nacionais e internacionais, incluindo o Griffin Poetry Prize, principal prêmio canadense de poesia.

## Prêmios
Os premiados foram:

### Livro do Ano
| Vencedor                                      |
| --------------------------------------------- |
| Solo para Vialejo Cida Pedrosa / editora Cepe |

### Eixo Literatura
| Categoria                 | Vencedor                                                           | Finalistas (2ª fase) | Finalistas (1ª fase) |
| ------------------------- | ------------------------------------------------------------------ | --- | --- |
| Conto                     | Urubus Carla Bessa / editora Confraria do Vento                    | - Gosto de Amora (Mário Medeiros / Malê Editora) - Passagem Estreita (Divanize Carbonieri / editora Carlini & Caniato) - Redemoinho em Dia Quente (Jarid Arraes / editora Companhia das Letras) - Sombrio Ermo Turvo (Veronica Stigger / editora Todavia) | - Cadernos Negros: Volume 42 (Esmeralda Ribeiro e Márcio Barbosa / editora Quilombhoje Literatura) - Ela Queria Amar, mas Estava Armada (Liliane Prata / editora Instante) - Ototo (Henrique Komatsu / editora Confraria do Vento) - Placenta: Estudos (Lucas Lazzaretti / editora 7Letras) - Rachaduras (Natalia Timerman / editora Quelônio)                                                 |
| Crônica                   | Uma Furtiva Lágrima Nélida Piñon / editora Record                  | - Diário do Bolso: os 100 Primeiros Dias (José Roberto Torero / editora Padaria de Livros) - Ildefonso Juvenal da Silva: um Memorialista Negro no Sul do Brasil (Fábio Garcia / editora Cruz e Sousa) - Notas sobre a fome (Helena Silvestre / editora Ciclo Contínuo) - O Dia em que Achei Drummond Caído na Rua (Marcelo Torres / editora Zarte)                       | - 2018: Crônicas de um Ano Atípico (Martinho da Vila / editora Kapulana) - E, no Princípio, Ela Veio: Crônicas de Memória e Amor (Bruno de Castro / editora Moinhos) - O Corpo Encantado das Ruas (Luiz Antonio Simas / editora Civilização Brasileira) - O Preço do Peixe (Jayme Serva / editora Laranja Original) - Ter a Escrita (Andressa Barichello / editora Patuá)                      |
| Histórias em Quadrinhos   | Silvestre Wagner Willian / editora Darkside                        | - Fujie e Mikito (Marcelo Costa e Yuri Andrey / editora Mino) - O Obscuro Fichário dos Artistas Mundanos (1934-1958) (Clarice Hoffmann, Abel Alencar, Maurício Castro, Greg, Paulo do Amparo e Clara Moreira / editora Cepe) - Os olhos de Barthô (Orlandeli / independente) - Roseira, Medalha, Engenho e Outras Histórias (Jefferson Costa / editora Pipoca & Nanquim) | - Bendita cura: Volume 2 (Mário César / independente) - Clean Break! (Felipe Nunes / editora Balão) - Contos dos Orixás (Hugo Canuto / independente) - Graphic MSP - Tina: Respeito (Fefê Torquato / editora Panini Brasil) - Último Assalto (Alex Rodrigues e Daniel Esteves / independente)                                                                                                  |
| Infantil                  | Da Minha Janela Otávio Júnior / editora Companhia das Letrinhas    | - Fios (Christiane Nóbrega / independente) - Lá no meu Quintal: o Brincar de Meninas e Meninos de Norte a Sul (Gabriela Romeu e Marlene Peret / editora Peirópolis) - O Fabuloso Professor Fritz e a Menina das Pétalas Amarelas (Alexandre Rathsam / editora SM) - O Ovo de Pégaso (Arthur Warren e Janaina Tokitaka / editora Abacatte)                                | - Aaahhh! (Guilherme Karsten / editora HarperCollins Brasil) - Leila (Tino Freitas / editora Abacatte) - Pequena Coleção de Insignificâncias (Thiago Cohen, Patricia Almeida, Neto Machado, Fabio Stéque e Daniel Sabóia / editora Conexões Criativas) - Tantãs (Eva Furnari / editora Moderna) - Três Histórias de Encanto (Sonia Rosa / Editora do Brasil)                                   |
| Juvenil                   | Palmares de Zumbi Leonardo Chalub / editora Nemo                   | - A Rede Florida (Graziela Bozano Hetzel / editora Positivo) - Benjamina (Nelson Cruz / editora Miguilim) - Caleidoscópio de Vidas (João Anzanello Carrascoza / editora FTD Educação) - Rabiscos (Luís Dill / editora Positivo) | - 100 Mil Seguidores (Luís Dill / editora Casa 29) - Álbum de Família: Aventuranças, Memórias e Efabulações da Trupe Familiar Carroça de Mamulengos (Gabriela Romeu / editora Peirópolis) - Três Dias e Mais Alguns (Caio Riter / Editora do Brasil) - Um Lençol de Infinitos Fios (Susana Ventura / editora Gaivota) - Um Voo Sobre as Capitais Brasileiras (Gisela de Castro / independente) |
| Poesia                    | Solo para Vialejo Cida Pedrosa / editora Cepe                      | - Lutar é Crime (Bell Puã / editora Letramento) - O Desvio das Gentes (Pádua Fernandes / editora Patuá) - Rosa que Está (Luci Collin / editora Iluminuras) - Vida Aberta: Tratado Poético Filosófico (W. J. Solha / editora Penalux) | - A Casca Mítica (Salgado Maranhão / editora 7Letras) - Bichos Contra a Vontade (Frederico Klumb / editora 7Letras) - Deriva (Adriana Lisboa / editora Relicário) - Dicionário de Imprecisões (Ana Elisa Ribeiro / editora Impressões de Minas) - Poemas de Última Geração (Samuel Marinho / editora Penalux)                                                                                  |
| Romance de Entretenimento | Uma Mulher no Escuro Raphael Montes / editora Companhia das Letras | - A Telepatia são os Outros (Ana Rüsche / editora Monomito) - Olhos Bruxos (Eliezer Moreira / editora Penalux) - Serpentário (Felipe Castilho / editora Intrínseca) - Viajantes do Abismo (Nikelen Witter / editora Avec) | - A Deusa no Labirinto (Karen Soarele / editora Jambô) - A Filha do Reich (Paulo Stucchi / editora Jangada) - Back in the USSR (Fábio Fernandes / editora Patuá) - Lauren (Irka Barrios / editora Caos & Letras) - Numezu (Jorge Alexandre Moreira / editora Monomito) |
| Romance Literário         | Torto Arado Itamar Vieira Junior / editora Todavia                 | - Carta à Rainha Louca (Maria Valéria Rezende / editora Alfaguara) - Essa Gente (Chico Buarque / editora Companhia das Letras) - Marrom e Amarelo (Paulo Scott / editora Alfaguara) - Todos os Santos (Adriana Lisboa / editora Alfaguara) | - O Melindre nos Dentes da Besta (Carol Rodrigues / editora 7Letras) - O Quarto Branco (Gabriela Aguerre / editora Todavia) - O Último Dia da Inocência (Edney Silvestre / editora Record) - O Verão Tardio (Luiz Ruffato / editora Companhia das Letras) - Se Deus me Chamar Não Vou (Mariana Salomão Carrara / editora Nós)                                                                  |

### Eixo Ensaios
| Categoria                            | Vencedor | Finalistas (2ª fase) | Finalistas (1ª fase) |
| ------------------------------------ | --- | --- | --- |
| Artes                                | AI-5 50 Anos: Ainda Não Terminou de Acabar Gabriel Zacarias, Galciani Neves, Izabela Pucu, Alexandre Pedro de Medeiros, Caroline Schroeder, Carolina de Angelis, Luise Malmaceda, Theo Monteiro, Pedro Borges, Paulo César Gomes, Paulo Miyada e Priscyla Gomes / Instituto Tomie Ohtake | - Livro dos Afetos: Marcello Grassmann (Ana Lucia de Godoy Pinheiro, Leon Kossovitch e Denis Bruza Molino / Núcleo de Estudos Marcello Grassmann) - Mulheres Atrás das Câmeras: as Cineastas Brasileiras de 1930 a 2018 (Luiza Lusvarghi e Camila Vieira da Silva / editora Estação Liberdade) - Penitentes: dos Ritos de Sangue à Fascinação do Fim do Mundo (Guy Veloso / editora Tempo d'Imagem) - Recife - Fotografias: 1986-2018 (Fred Jordão / editora Cepe)                     | - Brasileiros (Araquém Alcântara / editora Terrabrasil) - Espaços de Trabalho de Artistas Latino-Americanos (Fran Parente e Beta Germano / editora Cobogó) - História da Fotografia no Ceará do Século XIX (Ary Bezerra Leite / independente) - Mestiço: Retrato do Brasil (Orlando Azevedo / editora Voar) - Verifique se o Mesmo (Nuno Ramos / editora Todavia) |
| Biografia, Documentário e Reportagem | Escravidão: do Primeiro Leilão de Cativos em Portugal até a Morte de Zumbi dos Palmares: Volume 1 Laurentino Gomes / editora Globo Livros | - Em Busca da Alma Brasileira: Biografia de Mário de Andrade (Jason Tércio / editora Sextante, selo Estação Brasil) - Metrópole à Beira-Mar: o Rio Moderno dos Anos 20 (Ruy Castro / editora Companhia das Letras) - O Reino: a História de Edir Macedo e uma Radiografia da Igreja Universal (Gilberto Nascimento / editora Companhia das Letras) - Raul Seixas: Não Diga que a Canção Está Perdida (Jotabê Medeiros / editora Todavia)                                               | - Afro-Brasil Reluzente: 100 Personalidades Notáveis do Século XX (Nei Lopes / editora Nova Fronteira) - Negra Sou: a Ascensão da Mulher Negra no Mercado de Trabalho (Jaqueline Fraga / independente) - O Cadete e o Capitão: a Vida de Jair Bolsonaro no Quartel (Luiz Maklouf Carvalho, in memoriam / editora Todavia) - Ricardo e Vânia: o Maquiador, a Garota de Programa, o Silicone e uma História de Amor (Chico Felitti / editora Todavia) - Sobre Lutas e Lágrimas: uma Biografia de 2018 - o Ano em que o Brasil Flertou com o Apocalipse (Mário Magalhães / editora Record)                                                                                     |
| Ciências                             | Futuro Presente: o Mundo Movido à Tecnologia Guy Perelmuter / Companhia Editora Nacional | - Astrofísica para a Educação Básica: a Origem dos Elementos Químicos no Universo (Alan Alves Brito e Neusa Teresinha Massoni / editora Appris) - Darwin sem Frescura: Como a Ciência Evolutiva Ajuda a Explicar Algumas Polêmicas da Atualidade (Pirula e Reinaldo José Lopes / editora HarperCollins Brasil) - O Antropoceno e a Ciência do Sistema Terra (José Eli da Veiga / Editora 34) - O Caldeirão Azul: o Universo, o Homem e seu Espírito (Marcelo Gleiser / editora Record) | - A Origem e o Fim do Tempo: Interpretações da Física e da Filosofia (Ulisses Capozzoli / Edições Sesc São Paulo) - Ciências da Terra (Rômulo Machado e Joel Barbujiani Sigolo / editora IBEP) - Guia de Biodiversidade Marinha e Mergulho das Ilhas do Rio (Aline Aguiar, Maíra Borgonha, Fernando Moraes, Bruna Duarte e Áthila Bertoncini / Museu Nacional - UFRJ) - O Oráculo da Noite: a História e a Ciência do Sonho (Sidarta Ribeiro / editora Companhia das Letras) - Potenciometria: Aspectos Teóricos e Práticos (Tiago Almeida Silva, Orlando Fatibello-Filho, Fernando Cruz de Moraes e Bruno Campos Janegitz / Editora da Universidade Federal de São Carlos) |
| Ciências Humanas                     | Pequeno Manual Antirracista Djamila Ribeiro / editora Companhia das Letras | - Dicionário da República (Lilia M. Schwarcz e Heloisa M. Starling / editora Companhia das Letras) - Ganhadores: a Greve Negra de 1857 na Bahia (João José Reis / editora Companhia das Letras) - Ideias para Adiar o Fim do Mundo (Ailton Krenak / editora Companhia das Letras) - Rastros de Resistência: Histórias de Luta e Liberdade do Povo Negro (Ale Santos / editora Panda Books)                                                                                             | - Belmonte: Caricaturas dos Anos 1920 (Marissa Gorberg / editora FGV) - O Pêndulo da Democracia (Leonardo Avritzer / editora Todavia) - Os Onze: o STF, seus Bastidores e suas Crises (Felipe Recondo e Luiz Weber / editora Companhia das Letras) - Protagonismo Negro em São Paulo: História e Historiografia (Petrônio Domingues / Edições Sesc São Paulo) - Sobre o Autoritarismo Brasileiro (Lilia Moritz Schwarcz / editora Companhia das Letras) |
| Ciências Sociais                     | 130 Anos: em Busca da República Edmar Bacha, José Murilo de Carvalho, Joaquim Falcão, Marcelo Trindade, Simon Schwartzman e Pedro Malan / editora Intrínseca | - O Brasil Não Cabe no Quintal de Ninguém (Paulo Nogueira Batista Jr. / editora LeYa Brasil) - O Novo Conservadorismo Brasileiro: de Reagan a Bolsonaro (Marina Basso Lacerda / editora Zouk) - Pensando Como um Negro: Ensaio de Hermenêutica Jurídica (Adilson José Moreira / editora Contracorrente) - Sim à Igualdade Racial: Raça e Mercado de Trabalho (Luana Génot / editora Pallas)                                                                                            | - Estética & Semiótica (Lucia Santaella / editora InterSaberes) - Existe Democracia sem Verdade Factual? (Eugênio Bucci / editora Estação das Letras e Cores) - Índios no Brasil: Vida, Cultura e Morte (Mirian Silva Rossi e Maria Luiza Tucci Carneiro / editora Intermeios) - Motel Brasil: uma Antropologia Contemporânea (Jérôme Souty / editora Telha/Terceiro Nome) - Sentenciando Tráfico: o Papel dos Juízes no Grande Encarceramento (Marcelo Semer / editora Tirant lo Blanch) |
| Economia Criativa                    | Ecochefs: Parceiros do Agricultor Instituto Maniva / editora Senac Rio | - A Riqueza da Vida Simples (Gustavo Cerbasi / editora Sextante) - Anticarreira: o Futuro do Trabalho, o Fim do Emprego e do Desemprego (Joseph Teperman / editora Red Consultoria Literária) - Nômade Digital: um Guia para Você Viver e Trabalhar Como e Onde Quiser (Matheus de Souza / editora Autêntica Business) - Publicidade Antirracista: Reflexões, Caminhos e Desafios (Francisco Leite e Leandro Leonardo Batista / ECA-USP)                                               | - A Culpa é do Rio! A Cidade que Inventou a Moda do Brasil (Paula Acioli / editora Senac Rio) - Carreiras e Propósito (Raissa Farjo / editora Estação das Letras e Cores) - Cozinha Brasileira: Histórias e Receitas (Heloisa Bacellar / editora DBA) - Novas Economias Viabilizando Futuros Desejáveis: Introdução à Fluxonomia 4D (Lala Deheinzelin, Dina Cardoso e Patrizia Bittencourt / independente) - Tailândia Cores & Sabores: Histórias e Receitas (Carlos Eduardo Oliveira / editora Melhoramentos) |

### Eixo Livro
| Categoria       | Vencedor | Finalistas (2ª fase) | Finalistas (1ª fase) |
| --------------- | --- | --- | --- |
| Capa            | Penitentes: dos Ritos de Sangue à Fascinação do Fim do Mundo Luisa Malzoni, Isabel Santana Terron e Beatriz Matuck / editora Tempo d'Imagem         | - Grande Sertão: Veredas (Alceu Chiesorin Nunes / editora Companhia das Letras) - Impertinentes: 14 Livros de Gustavo Piqueira 2012-2018 (Gustavo Piqueira / editora WMF Martins Fontes) - Memória da Amnésia: Políticas do Esquecimento (Fábio Prata e Flávia Nalon / Edições Sesc São Paulo) - O Cadete e o Capitão: a Vida de Jair Bolsonaro no Quartel (Daniel Trench / editora Todavia) | - A Metamorfose (Lourenço Mutarelli e Pedro Inoue / editora Antofágica) - Mil Sóis: Poemas Escolhidos (Daniel Trench / editora Todavia) - Peso de Papel (Filipa Pinto e Eduardo Foresti / editora FTD Educação) - Protagonismo Negro em São Paulo: História e Historiografia (Luciana Facchini / Edições Sesc São Paulo) - Rabiscos (Fernando Vilela / editora Positivo)                                                                    |
| Ilustração      | Cadê o Livro que Estava Aqui? Jana Glatt Rozenbaum / editora FTD Educação                                                                           | - Aaahhh! (Guilherme Karsten / editora HarperCollins Brasil) - Cumarim, a Pimenta do Reino (Willian Santiago / editora FTD Educação) - Madalena (Natália Gregorini / editora Livros da Matriz) - Oir o Rio (Bruna Lubambo / editora Sowilo) | - A Festa do Dragão Morto (Rogério Coelho / editora Melhoramentos) - Benjamina (Nelson Cruz / editora Miguilim) - O Feijão Fujão (Guilherme Lira / editora Mil Caramiolas) - Pinóquio: o Livro das Pequenas Verdades (Alexandre Rampazo / editora Boitatá) - Viagem ao Sul de Mim (Marcia Bandeira / independente) |
| Projeto Gráfico | Arquiteturas Contemporâneas no Paraguai Maria Cau Levy, Christian Salmeron, Ana David e André Stefanini / editoras Escola da Cidade e Romano Guerra | - Gego: a Linha Emancipada (Paula Tinoco / MASP - Museu de Arte de São Paulo Assis Chateaubriand) - O Museu de Emília (Bloco Gráfico / editora FTD Educação) - O Tempo da Cerâmica (Julia Meirelles, Giulia Ortencio, Vivian de Cerqueira Leite e Ricardo Diaz / editora Superbacana+) - Paisagens Gastronômicas: São Paulo (Ricardo Godeguez / editora Same Same)                           | - Alguém Passa por Aqui e Deixa Alguma Coisa: Marina Linhares (Elisa Randow / editora Olhares) - Benjamina (Nayla Chaim / editora Miguilim) - Leda Catunda: Tempo Circular (Luciana Facchini / editora Cobogó) - Memória da Amnésia: Políticas do Esquecimento (Ps.2 / Edições Sesc São Paulo) - O Enigma do Infinito (Raquel Matsushita / editora Positivo)                                                                                |
| Tradução        | Bertolt Brecht: Poesia André Vallias / editora Perspectiva                                                                                          | - A Cidade do Vento (William Soares dos Santos / editora Moinhos) - Degelo (Beatriz Regina Guimarães Barboza e Meritxell Hernando Marsal / editora Urutau) - Escritos sobre Estética e Literatura (Pedro Augusto Franceschini e Marco Aurélio Werle / Edusp) - Viagem à América do Sul (Francisco Foot Hardman e Fan Xing / editora Unesp)                                                   | - Ao Kurnugu, Terra sem Retorno: Descida de Ishtar ao Mundo dos Mortos (Jacyntho Lins Brandão / editora Kotter) - Aventuras de Huckleberry Finn: o Parceiro de Tom Sawyer (José Roberto O'Shea / editora Zahar) - Bambi: a História de uma Vida na Floresta (Petê Rissatti / editora Wish) - Crime e Castigo (Rubens Figueiredo / editora Todavia) - Memórias da Plantação: Episódios de Racismo Cotidiano (Jess Oliveira / editora Cobogó) |

### Eixo Inovação
| Categoria                              | Vencedor                                                | Finalistas (2ª fase) | Finalistas (1ª fase) |
| -------------------------------------- | ------------------------------------------------------- | --- | --- |
| Fomento à Leitura                      | FLUP - Festa Literária das Periferias Julio Ludemir     | - Desengaveta meu Texto (Patrícia Silva Rosas de Araújo) - Livro e Literatura para Todos (Mais Diferenças) - Sarau Asas Abertas (Paulo Virgilio D'Auria) - Sarau do Binho: Conversa Vai, com Versos Vem (Robinson de Oliveira Padial e Suzi de Aguiar Soares)                                                                                         | - Aldevan Baniwa: Semeando Histórias Indígenas da Amazônia (Noemia Ishikawa) - Coleção I - Mulherio das Letras (Karine Oliveira) - Itukeovo Terenoe (Denise Silva (Ipedi)) - Podcast 451 Mhz (Paulo Werneck (Associação Quatro Cinco Um)) - Programa Viagem Literária (Pierre André (SP Leituras)) |
| Livro Brasileiro Publicado no Exterior | Lorde editoras Grupo Editorial Record e Two Lines Press | - Bazar Paraná (editoras Benvirá/Saraiva/Somos Educação e Hentrich & Hentrich) - Callíope, a escrava de Atenas (editoras Letras Jurídicas / Letras do Pensamento e Ekdóssis Okeanos - Εκδόσεις Ωκεανώς) - Com que roupa irei para a festa do rei? (Editora do Brasil e Gerbera Ediciones) - Fuga (editoras FTD Educação e Educactiva Ediciones S.A.S) | |